# San Antonio FC
Der San Antonio Fútbol Club ist ein US-amerikanisches Fußball-Franchise der United Soccer League aus San Antonio, Texas. Der Club gehört Spurs Sports & Entertainment.

## Geschichte
San Antonio FC wurde am 7. Januar 2016 gegründet. Zeitgleich kaufte die Stadt San Antonio das Stadion Toyota Field als Spielstätte des Vereins. Mit dem Erwerb der Erweiterungslizenz in der Major League Soccer wurde Darren Powell erster Cheftrainer und Carlos Alvarez als erster Spieler des Vereins unter Vertrag genommen.
Nachdem der San Antonio FC in seiner Eröffnungssaison die Playoffs nicht erreicht hatte, beendete er die reguläre Saison 2017 der USL, wurde Zweiter in der USL Western Conference - Wertung und sicherte sich seinen ersten Playoff-Platz in der Vereinsgeschichte. Dort erreichte er aber nur das Halbfinale und schaffte es in den Jahren 2018 und 2019 nicht bis in die Playoffs.
Am 30. Oktober 2019 trennte sich der Verein nach vier Spielzeiten von seinem Cheftrainer und ernannte am 9. Dezember 2019 den Co-Trainer Alen Marcina zu dessen Nachfolger. 2021 führte Marcina den Verein bis ins Western Conference-Finale. Die Mannschaft verlor jedoch gegen den späteren Ligameister Orange County SC im Elfmeterschießen. Marcina führte den Verein zum dritten Mal in Folge zurück in die Playoffs und sicherte ihm die erfolgreichste Saison der Vereinsgeschichte. San Antonio gewann 2022 fünf Trophäen; die Copa Tejas, die Copa Tejas Shield, den USLC-Titel der Saison, die Western Conference-Meisterschaft und die USL-Meisterschaft, nachdem sie Louisville City FC im USL-Meisterschaftsfinale 2022 mit 3 :1 besiegt hatten. San Antonio FC stellte dabei mit 8.534 Besuchern einen Besucherrekord in ihrem Stadion auf.

## Wappen und Farben
Die Clubfarben von San Antonio sind Schwarz und Silber, was Stärke und Einheit mit den anderen SS&E - Franchises zeigt. Rot ist eine Akzentfarbe, die vom gleichen Rot in der Staatsflagge von Texas stammt und den Stolz des Clubs auf Texas symbolisieren soll. Die Form des Wappens wurde von einer Vielzahl traditioneller nationaler und internationaler Vereinswappen abgeleitet.